# Fjällobmossa
Fjällobmossa (Tritomaria scitula) är en bladmossart som först beskrevs av Thomas Taylor, och fick sitt nu gällande namn av Jørg.. Enligt Catalogue of Life ingår Fjällobmossa i släktet lobmossor och familjen Scapaniaceae, men enligt Dyntaxa är tillhörigheten istället släktet lobmossor och familjen Lophoziaceae. Arten är reproducerande i Sverige. Inga underarter finns listade i Catalogue of Life.